# فلقورة مزرقة
فلقورة مزرقة (الاسم العلمي:Fulgora caerulescens) هي نوع من الحشرات يتبع جنس الفلقورة من الفصيلة الفلقورية.